# Пуп міста

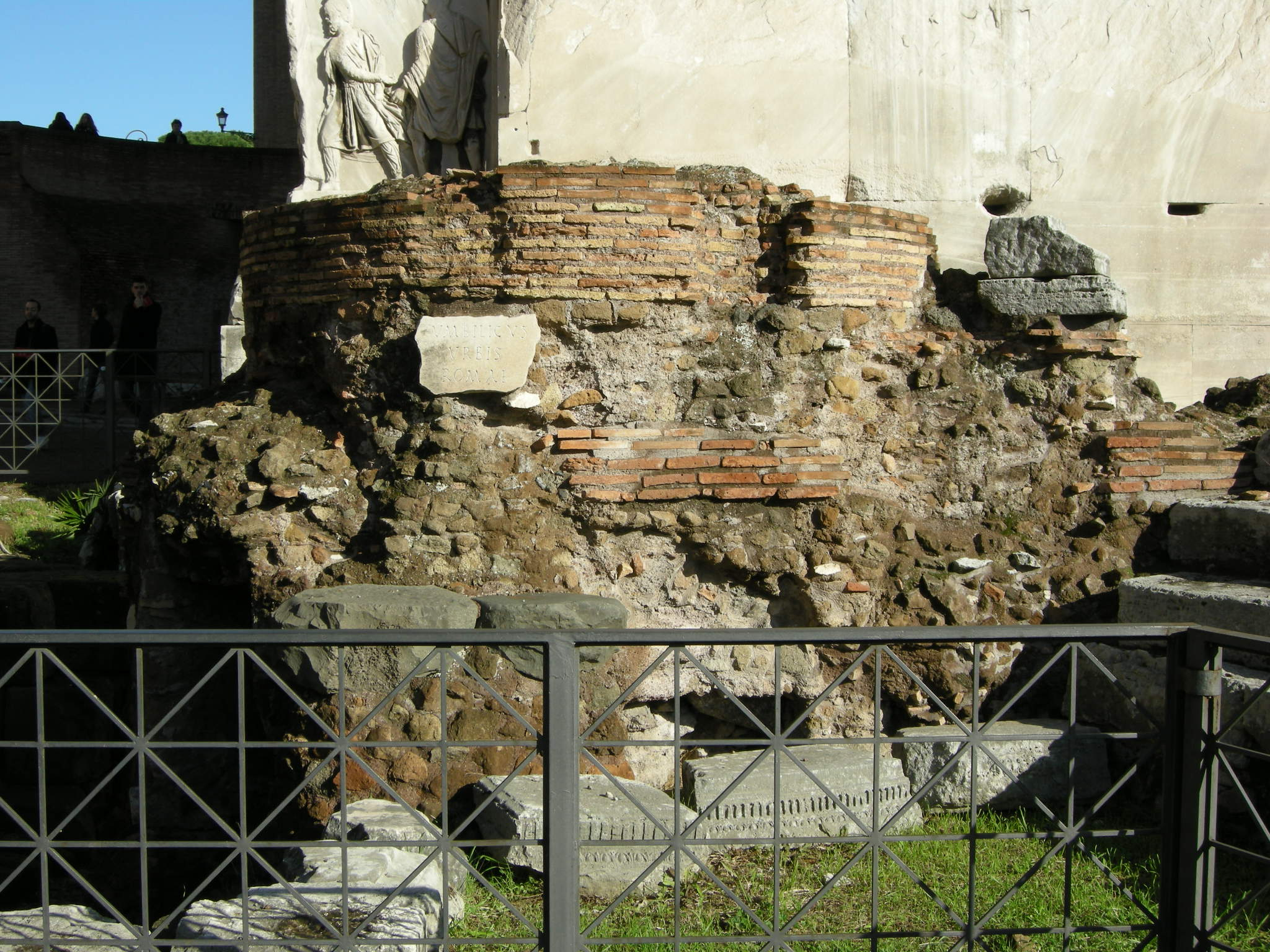
Пуп міста Рим та Римської імперії у сучасному стані

Пуп міста (лат. Umbilicus urbis, лат. Umbilicus Urbis Romae) — руїни невеликого храму на Римському форумі, який символізував собою центр Риму та Римської імперії. Одночасно це місце (лат. mundus) служило входом у підземний світ — Мундус. 

## Історія
Побудовано в республіканський період. Тут приносили жертви богам.
Від храму колись прикрашеного мармуром зберігся невеликий фундамент діаметром близько 4,5 м побудований (за Філіппо Коареллі) у часи династії Северів.

## Галерея

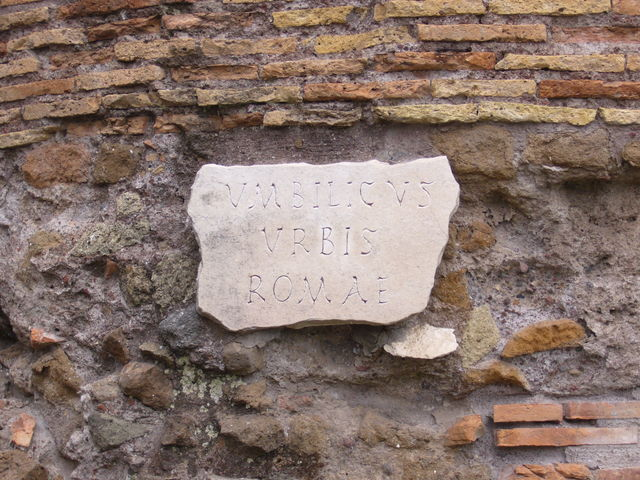
Табличка
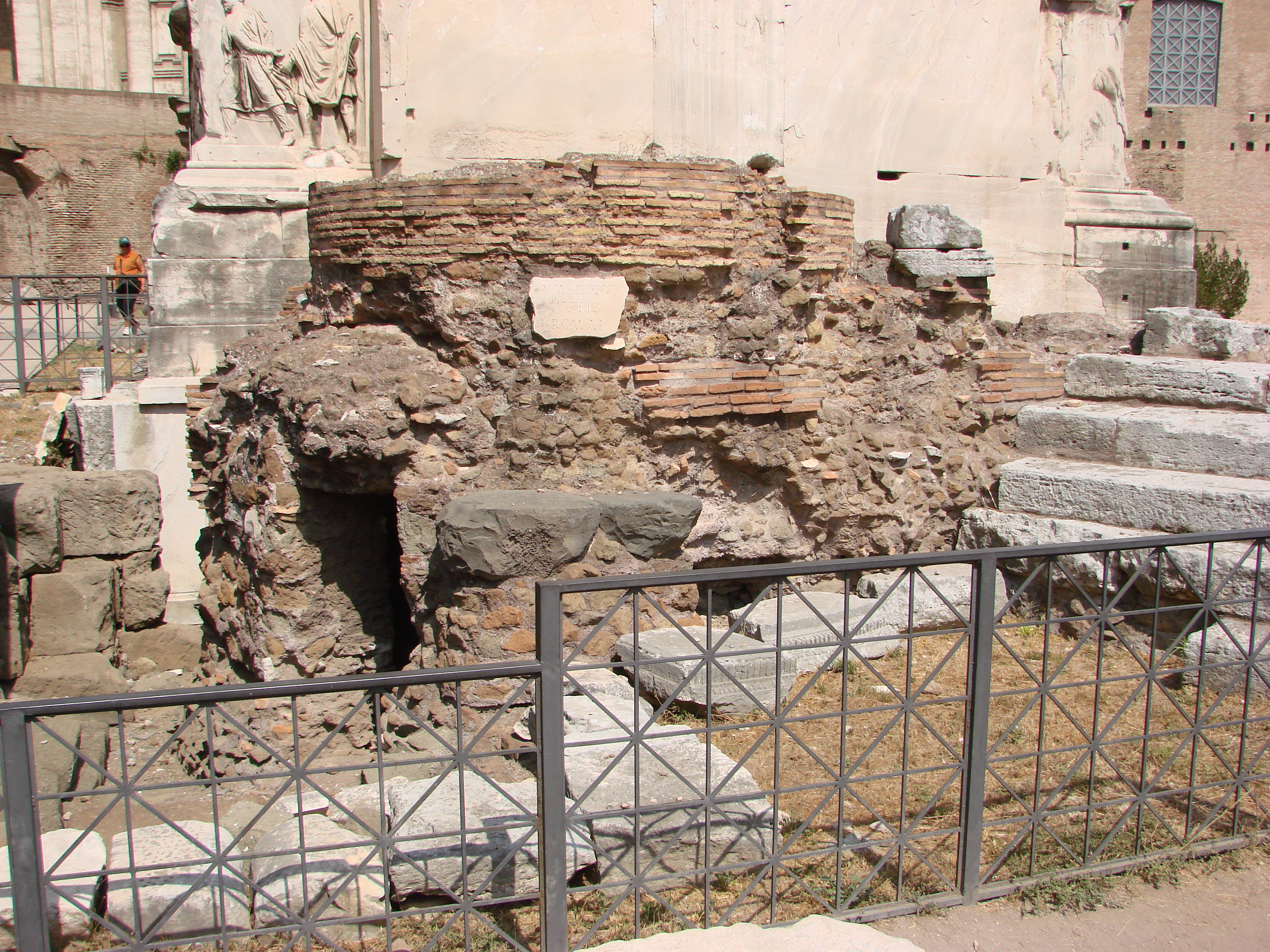
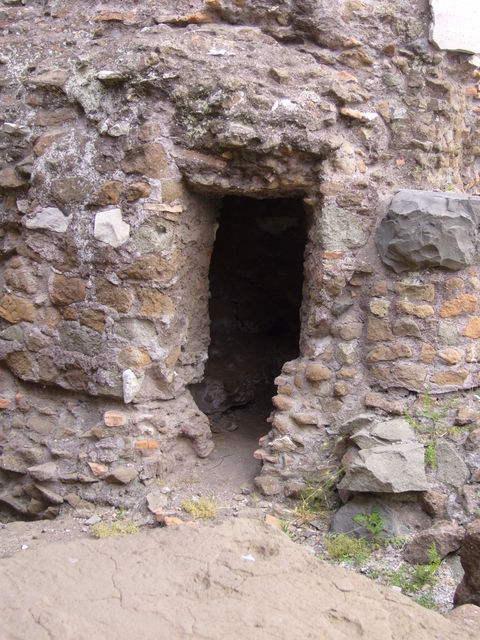
Вхід до цегляної будови